# El Crucero (Durango)
El Crucero es una localidad del municipio de San Juan del Río, Durango. Su nombre oficial es: Nuevo Pueblo Francisco de Ibarra.
Tiene una elevación de 1724m sobre el nivel del mar. Se encuentra en las coordenadas: 24º47´36´´ N y 104º30´13´´O.